# Stroming (school)

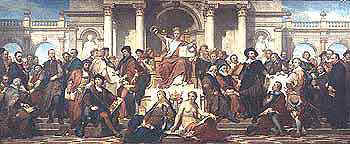
De verheerlijking van de Antwerpse School door Nicaise De Keyser

Een school of stroming is een groep van personen met dezelfde ideeën. Vaak binnen de kunst, de wetenschap of de politiek.
Een substroming is een stroming die onderdeel vormt van een overkoepelende school of stroming. Binnen de muziek wordt dit een subgenre genoemd.

## Voorbeelden

### Schilderkunst
- Amsterdamse School, ook wel Amsterdams impressionisme genoemd, laat-19de-eeuws, onder anderen Isaac Israëls
- Antwerpse School, 16de/17de eeuw, onder anderen Jacob Jordaens, Jan Brueghel de Jonge, Cornelis Schut
- Bergense School, 20ste eeuw, onder anderen Charley Toorop
- Brugse School, 19de eeuw, onder anderen Flori Van Acker
- Dendermondse School, 19de eeuw, onder anderen Franz Courtens
- Genkse School
- Haagse School, 19de eeuw, onder anderen Jozef Israëls
- Haarlemse School; onder anderen Hendrick Goltzius
- Hollandse School
- Kalmthout, 19e eeuw, onder anderen Théodore Baron
- Molse School
- Latemse School
- Kalmthoutse School
- School van Barbizon; ook wel Tweede School van Fontainebleau, onder anderen Jean-François Millet
- School van Fontainebleau; anonieme meesters
- School van Pont-Aven
- School van Rouen
- School van het Rooklooster
- School van Sint-Idesbald, 20e eeuw, onder anderen Paul Delvaux
- School van Tervuren
- Utrechtse School; onder anderen Jan Gossaert
- Vlaamse School

#### Substromingen
- De Bolognese School, de Vlaamse barokschilderkunst en Churrigueresk zijn substromingen van de kunststijl barok.
- Postimpressionisme, de Bergense School en Die Brücke zijn onderdeel van het expressionisme.

### Kunst overig
- Andalusische School, barokke beeldhouwkunst
- Ashcan School, beeldende kunst
- Literaire School van Preslav
- Limburgse School
- Nieuwe Haagse School, beeldhouwkunst, 20e eeuw, onder anderen Livinus van de Bundt
- Oostenrijkse school van auto-ontwerpers
- Venetiaanse School, beeldende kunst
- Zwitserse school

### Architectuur
- Amsterdamse School, 20e eeuw
- Chicagoschool, 19e eeuw, onder anderen Louis Sullivan
- Nieuwe Haagse School, 20e eeuw, onder anderen Co Brandes

### Muziek
- Bourgondische School, 15e eeuw, onder anderen Gilles Binchois
- Eerste Weense School; onder anderen Haydn en Beethoven
- Franco-Vlaamse School
- Haagse School, 20e eeuw, onder anderen Kees van Baaren
- Italiaanse School
- Mannheimer Schule
- Nieuwe Duitse school
- Noord-Duitse Orgelschool
- Rotterdamse School
- Tweede Weense School; onder anderen Arnold Schönberg
- Venetiaanse School, muziekgeschiedenis

#### Substromingen
- Oi!-punk en Skatepunk zijn onderdeel van de muzieksoort Punk.
- Avant-gardemetal, black metal, deathmetal, doommetal, folkmetal, gothic metal, groovemetal, hairmetal, neo-classical metal, new wave of British heavy metal, powermetal, progressieve metal, speedmetal, thrashmetal en Vikingmetal zijn allen onderdeel van de overkoepelende muziekstijl metal.

### Levensbeschouwing
- Amsterdamse School, Theologie, ca. 1960, onder anderen Karel Deurloo
- Kyotoschool
- School van Athene, Filosofie, onder anderen Pythagoras
- School van Milete
- School van Salamanca
- Frankfurter Schule